# 馬克·科爾曼
馬克·科爾曼（1964年12月20日—），男，美國退役綜合格鬥運動員、職業摔角手，UFC 10及UFC 11錦標賽冠軍，首位终极格斗冠军赛（UFC）重量級冠軍，PRIDE格斗锦标赛2000年冠軍，於2008年在UFC 82被列入UFC名人堂。

## 外部連結
- UFC.com Hall of Fame Profile （页面存档备份，存于）
- 馬克·科爾曼在Sherdog上的综合格斗战绩资料
- Mark Coleman at wrestlinghalloffame.org
- IMDB entry for Smashing Machine （页面存档备份，存于）